# Prismatomeris albidiflora
Prismatomeris albidiflora là một loài thực vật có hoa trong họ Thiến thảo. Loài này được Thwaites miêu tả khoa học đầu tiên năm 1856.